# Doggerland
Ne doit pas être confondu avec Dogger Bank.

Carte supposée de Doggerland, vaste étendue émergée reliant la Grande-Bretagne et l'Europe continentale.

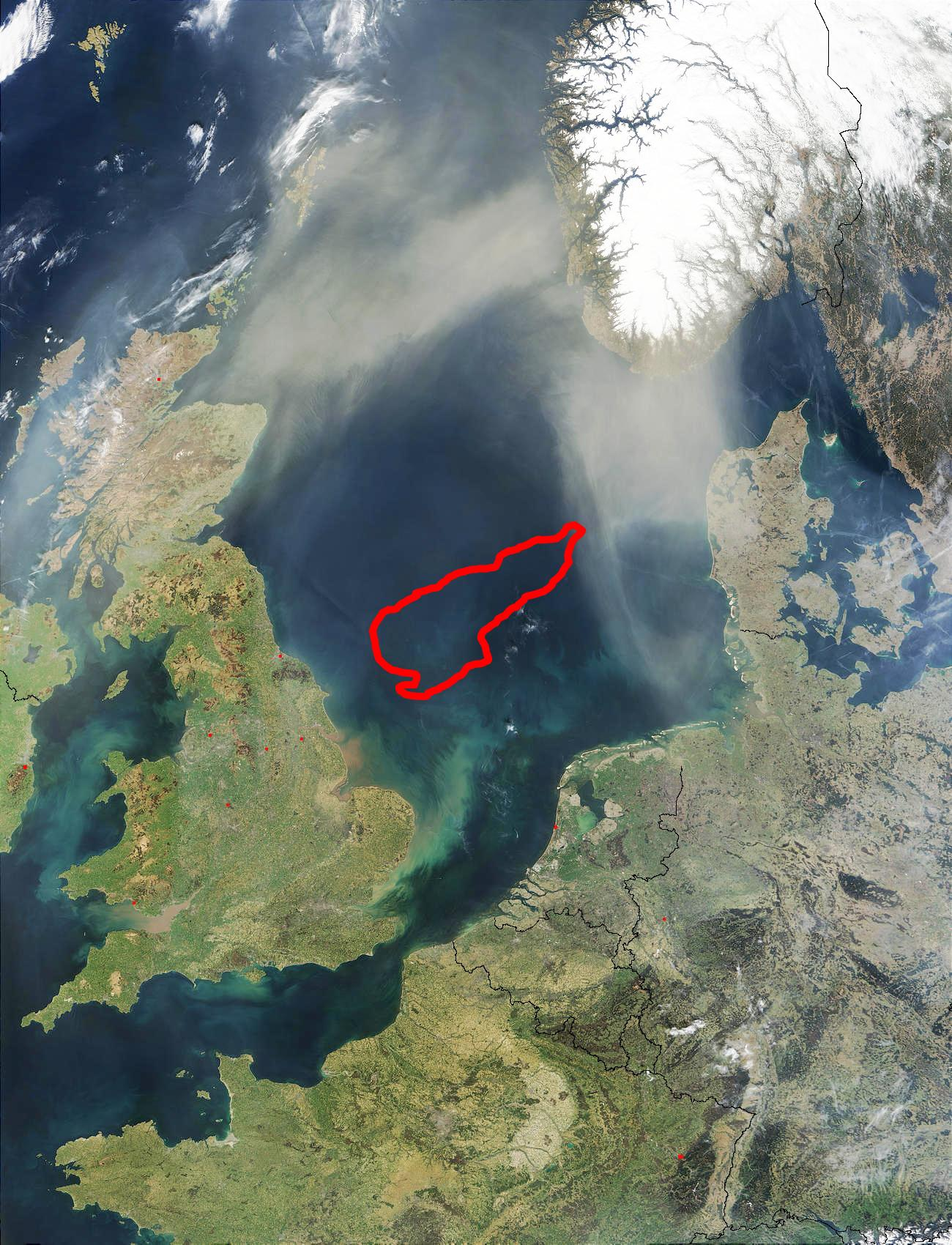
La ligne rouge indique le Dogger Bank, reste d'un plateau émergé au Mésolithique.

Doggerland est le nom donné par les géologues, et en premier par Bryony Coles (en), à l'étendue émergée au début de l'Holocène, qui se situait jadis dans la moitié sud de l'actuelle mer du Nord, reliant la Grande-Bretagne au reste de l'Europe durant les glaciations quaternaires. Le nom « Doggerland » est emprunté au Dogger Bank, un banc de sable situé à la hauteur du Yorkshire. 
Cette zone était émergée lors de chaque glaciation à cause de la baisse du niveau de la mer provoquée par la formation de grand inlandsis dans les régions les plus froides de la Terre. Suivant les millénaires, elle était partiellement recouverte par les calottes glaciaires scandinave et britannique ou respectivement par un lac périglaciaire formé par les eaux des fleuves d'Europe du Nord dont l'écoulement était barré par les glaciers. Elle a aussi été habitée par des hommes de la période mésolithique.

## Histoire
Au dernier maximum glaciaire il y a un peu plus de 20 000 ans, le niveau de la mer était plus bas qu'à l'époque actuelle, d'environ 120 mètres, ce qui faisait émerger une grande partie du fond de l'actuelle mer du Nord et de la totalité de la Manche. Différents fleuves comme le Rhin, la Tamise, la Seine, la Somme, se rejoignaient et formaient le fleuve Manche qui se jetait dans l'Atlantique (ce qui explique que l'on retrouve les mêmes poissons d'eau douce dans ces fleuves actuellement isolés). D'autres fleuves comme le Trent coulaient vers le nord. La ligne de partage des eaux se situait au niveau des Pays-Bas (et non dans le pas de Calais).
Lorsque la dernière glaciation prend fin, le niveau des eaux commence à monter lors de la transgression flandrienne. Cette augmentation aurait été lente (un ou deux mètres par siècle) et le niveau passe de -80 mètres en 15 000 av. J.-C au niveau actuel en 5 000 av. J.-C. après avoir stagné à – 40 mètres entre −12 000 et –8 000. Pendant ce temps, la montée des eaux est aussi influencée par le rééquilibrage isostatique. Toujours est-il que le Doggerland se retrouva totalement sous l’eau vers la fin du VIe millénaire av. J.-C., faisant de la Grande-Bretagne une île (à partir de -6500). En 6 200 av. J.-C., les terres encore émergées ont été touchées par un tsunami provoqué par un glissement de terrain au large de la Norvège, celui de Storegga.
De nos jours, des chalutiers en mer du Nord ont récupéré des restes d'animaux terrestres tels que des mammouths ou des lions des cavernes, ainsi que des outils et des armes préhistoriques. En janvier 2015, l'océanographe britannique Dawn Watson a découvert une forêt engloutie au large des côtes du Norfolk.

## Cartographie
Mi-2019, un navire spécialisé a cartographié en 3D une surface équivalente à la moitié de la France métropolitaine, tout en collectant des échantillons de fonds marins où l'on pourrait éventuellement trouver des indices de présence humaine ainsi que des restes d'ADN de plantes et d’animaux du mésolithique. La carte devrait révéler des collines, vallées, estuaires et anciennes côtes du Doggerland, et pourrait aider à positionner les lieux de vie probables d'anciennes colonies humaines de chasseurs-cueilleurs. Ceci permettrait de mieux comprendre ce qui se passe en cas de perte par immersion de vastes écosystèmes, ce qui risque d'arriver avec la montée de la mer attendue dans le cadre du réchauffement climatique.

## Études
Les fossiles et micro fossiles remontés par les chalutiers ou collectés via diverses campagnes scientifiques (pollen, foraminifères, macrofossiles de plantes, insectes et autres animaux dont ceux de la grande faune préhistorique) commencent à permettre de préciser les paléopaysages et leur évolution après la fin de la dernière glaciation.

## Source d'inspiration
Ce territoire a inspiré le roman Doggerland, d'Élisabeth Filhol.